# 阿里健康
阿里健康信息技術有限公司，簡稱阿里健康信息技術、阿里健康。主要業務是投資電訊與互聯網相關業務、多媒體業務，物業及乳類產品業務。公司在百慕達註冊。

## 历史
1971年，由古勝祥先生創立瑞興百貨有限公司，並同年於香港交易所主板上市。1997年，被永義國際收購改名為永富建設有限公司。1998年，把永富建設有限公司換成永富建設國際控股有限公司。2000年，中國電信聯同財團收購，改名為21世紀通有限公司，並同時把業務欠佳的百貨全面出售。2004年被中信集團收購改名為中信21世紀有限公司。
2014年1月23日，中信21世紀將向阿里巴巴集团和雲鋒基金配發44億股股份，每股配售價0.3元，較股份1月16日停牌前折讓約63.9%，意味阿里巴巴以13.3億元入主中信21。
認購事項完成後，阿里巴巴集团和雲鋒基金將持有中信21逾54.33％股權，成為大股東，阿里及雲鋒基金將分別持有38.1%及16.2%
現有大股東中信集團持股量將會降至9.92%，陳曉穎持股量降至9.64%，而阿里亦會委任五名執行董事入局。
2014年8月15日舉行股東週年大會，全數投票贊成將公司名稱由「CITIC 21CN Company Limited」更改為「Alibaba Health Information Technology Limited」及中文名稱「阿里健康信息技術有限公司」。
2015年4月15日阿里巴巴集團以194.48億港元（合25億美元）將轉讓天貓在線醫藥業務的營運權給阿里健康，以換取阿里健康新發行的股份和可轉股債券；，交易完成後，其持股比例將上升到約53% (若可換股債券到期並悉數兌換後將升至54.6%)。阿里健康披露，阿里去年向阿里健康執董陳曉穎胞弟陳文欣，以300萬元人民幣購入擁有該證書的OpCo，今次交易中，阿里健康亦向陳文欣支付3.13億股份，涉資16.5億元，該批股份昨賬面值已升至38.37億元。。
2018年8月19日阿里健康斥资4.218億人民幣收購貴州一樹連鎖藥業14.54%股權，同時向貴州一樹連鎖藥業增資4.04億元，因此，於建議收購事項及建議認購事項後，阿里健康(中國)將持有目標公司合共25%股權。
2018年12月28日阿里健康斥资1.8889億人民幣現金入股甘肅德生堂醫藥科技10%股權，甘肅德生堂醫藥主要於中國以自營及特許藥房, 從事醫藥零售連鎖業務及醫藥電商業務, 在六月底, 於中國經營逾540家藥房。